# FF-958 제주
FF-958 제주는 대한민국 해군이 운용하는 울산급 호위함 중 하나이다.